# Zdravko Luketič
Zdravko Luketič, slovenski inženir radiologije, slikar in politik* 24. november 1956, Maribor, Slovenija.
Po končani Srednji zdravstveni šoli v Mariboru, je diplomiral na Univerzi v Ljubljani in pridobil naziv diplomiran inženir radiologije. Leta 2006 je na Fakulteti za državne in evropske študije Nove univerze pridobil naziv magister znanosti. 
Po diplomi se je sprva zaposlil v Zdravstvenem domu dr. Adolfa Drolca v Mariboru in kasneje v Univerzitetnem kliničnem centru, prav tako v Mariboru, kot vodja delovne skupine.
Je poročen in oče treh otrok.
Je ustanovni član Lions kluba Maribor ter član Suverenega malteškega viteškega reda Slovenije.Malteški viteški red

## Slikar
Na domačo likovno sceno je stopil leta 1973, ko je še obiskoval srednjo  šolo v Mariboru in ga je likovno ustvarjanje popolnoma prevzelo. Od tedaj je imel številne samostojne in skupinske likovne razstave doma in v tujini.
Likovne ilustracije svojih risb in del je objavljal: 
- Bilten – verski časopis za študente in izobražence (1978),
- Tretji dan (1991),
- Najina pot
- pesniška zbirka Franjo Šauperl »Prgišče zrnja« (2013).[2]

Leta 2005 je obiskoval slikarsko delavnico Ingrid Pototschnik v Deutschlandsbergu – Avstrija in prešel iz krajinarstva na abstraktno in simbolistično likovno ustvarjanje v mešanih tehnikah.
V zadnjem času se slikarsko ukvarja s transcendentalnimi temami.

### Nagrade:
- Diploma, Pariz 20212021 "Academy ARTS-SCIENCES-LETTERS", Paris: srebrno priznanje za umetnost in slikarstvo.

- Certifikat Luxemburg Art Prizze, 20212021 CERTIFICATE Luxembourg Art Prize, priznanje za sodelovanje v mednarodnem izboru Luxembourg Art Prize

### Samostojne razstave:
- 1978 Bilten VII. letnik, št. 8 (51)
- 1982 ZD VŽOM Maribor
- 1991 Tretji dan Letnik XXI št. 3 (172)
- 1992 Skupščina občine Maribor
- 1993 Grad Rače
- 1993 KB Maribor – Pobrežje
- 1993 Razstavni salon Univerzitetne knjižnice Maribor
- 1993 Dravlje, župnijska cerkev
- 1994 Hotel Bernardin Portorož
- 1994 Skupščina občine Maribor
- 1995 Galerija Antona Trstenjaka Ljutomer
- 1995 Galerija »RULIK« Ruše
- 1995 Galerija Kančevci
- 1995 Avla mestne hiše občine Ormož
- 1996 Mestna hiša Ptuj
- 1996 Galerija Tinje, Avstrija
- 1996 Razstavišče Nova KBM Lovrenc na Pohorju
- 1997 Razstavišče SB Maribor - akvareli
- 1998 Razstavišče Abanka Maribor - Glavni trg 18, Maribor
- 1998 Razstavišče Nova KBM, Ljubljanska 5, Maribor
- 2008 Likovno razstavišče živilske šole Maribor
- 2008 Likovno razstavišče Taborka  – MČ Tabor
- 2009 Razstavišče Ludvik
- 2010 Galerija Rulik Ruše
- 2010 Razstavišče Ludvik, OŠ Ludvika Pliberška Maribor
- 2010 Razstavišče Klinike za pediatrijo UKC Maribor
- 2011 Razstavišče knjižnice v Kamnici
- 2012 Razstavišče Kava bar Macho
- 2012 Univerzitetni klinični center Maribor – 1. kongres Radiološko društvo dr. Mile Kovač
- 2013 Univerzitetni klinični center Maribor - Oddelek za psihiatrijo
- 2018 Galerija RRRudolf Maribor
- 2019 Razstavišče Dom Lizike Jančar

#### Skupinske razstave:
- 1973 Srednja zdravstvena šola Maribor
- 1974 Razstavišče Srednja zdravstvena šola Maribor
- 1975 Razstavišče avla I. gimnazije Maribor
- 1980-85 ART kolonija Desternik
- 1983 Zdravstveni dom VŽOM Maribor
- 1983 Kraljevo - Srbija
- 1984 ZSS Maribor
- 1984 ART kolonija Malečnik
- 1984 ARS Radlje
- 1985 Razstavišče Avla Pedagoške akademije Maribor
- 1985 Razstavišče Dom družbenopolitičnih organizacij Maribor
- 1986 Razstavišče OŠ Lovrenc na Pohorju
- 1986 1. kolektivna izložba likovnog stvaralaštva radnika: razstava v Beogradu, Zagrebu, Sarajevu in Slavonskem Brodu 1986
- 1987 ART kolonija TAM Maribor
- 1987 Razstavišče Splošne bolnišnice Maribor
- 1989 Razstavišče Dom Danice Vogrinec, Maribor
- 1990 Razstavišče Dom Danice Vogrinec, Maribor
- 1992 Razstavišče  Splošne bolnišnice Maribor
- 1992 Razstavišče Dom Danice Vogrinec, Maribor
- 1995 Razstavišče Maribor, center ZDR.mesto
- 1996 1. EX TEMPORE, Ruše
- 1997 Razstavišče Slovensko narodno gledališče Maribor
- 1998 Galerija Miha Maleš, Kamnik
- 1998 Likovno razstavišče Domžale
- 1999 Galerija  RULIK Ruše
- 2000 Galerija Muzej samostana Stična
- 2001 Galerija Univerzitetne knjižnice Maribor
- 2001 Mestna galerija Maribor
- 2002 Galerija Univerzitetne knjižnice Maribor
- 2003 Galerija Univerzitetne knjižnice Maribor
- 2003 ART kolonija LC Maribor v Juriju
- 2004 Galerija Univerzitetne knjižnice Maribor
- 2005 ART kolonija LC Maribor v Juriju
- 2005 galerija WorkArt Gradec
- 2005 Galerija Slovenski znanstveni inštitut Dunaj
- 2005 Slikarska delavnica Ingrid Pototschnik Deutschlandsberg
- 2008 ART kolonija Umetniki za Karitas – Sinji vrh
- 2008 Razstavišče Rulik  Ruše
- 2009 ART kolonija  Umetniki za Karitas – Sinji vrh
- 2010 ART kolonija  Umetniki za Karitas – Sinji vrh
- 2011 ART kolonija  Umetniki za Karitas – Sinji vrh
- 2011 Galerija benediktinske opatije Tihany na Madžarskem
- 2012 1. ART kolonija Doma pod gorco Maribor
- 2012 3. ART kolonija “Umetniki za Dom sv. Lenarta” – Avla Jožeta Hudalesa občine Lenart
- 2012 Prodajna razstava ART kolonije Srednje zdravstvene in kozmetične šole Maribor -Vetrinjski dvor Maribor
- 2013 Galerija Ars Sacra Maribor
- 2013 Madžarski kulturni center v Londonu
- 2015 Razstavišče Art kavarna Piramida
- 2016 Razstava Eko Drava Maribor
- 2016 Razstava LijaLent
- 2016 Razstava 6. Kresovanje Soraj
- 2017 Razstava LijaLent
- 2017 Razstava KULT Štajerska, avla filozofske fakultete UM
- 2017 SNBA Carrousel du Louvre-Paris
- 2017 Razstavišče Art kavarna Piramida
- 2018 Madžarski kulturni center Zagreb
- 2018 Razstava LiaLent 2018
- 2018 Artiste du Monde Cannes
- 2018 SALON D'AUTOMNE-PARIS
- 2018 Razstava JSKD Ormož
- 2018 SNBA Carrousel du Louvre-Paris
- 2019 Razstavišče Vetrinjski dvor Maribor, Slovenska delegacija SNBA-Paris
- 2019 ART CAPITAL-LE SALON DES INDEPENANT'S, Gran Palais-Paris
- 2019 Salon des Indépendants 21-30 juin 2019 Corée du Sud
- 2019 Miheličeva galerija Ptuj, Slovenska delegacija SNBA-Paris
- 2019 Galerija AS, Ljubljana
- 2019 ARTEXPO New York 2019
- 2019 Mestna galerija Velenje
- 2020 14ÈME salon artcapital, Grand palais, du 11 au 16 février 2020, Le salon des independants. - Paris : Le salon des independants,
- 2020 EKO Drava Radlje

### Politik
Od leta 1990 do 2015 je bil svetnik Mestnega sveta Mestne občine Maribor, sprva kot član Slovenskih krščanskih demokratov, kasneje pa kot član stranke Nova Slovenija - krščanski demokrati. Leta 2015 je bil imenovan za podžupana Mestne občine Maribor, zadolžen za področje lokalne samouprave ter mestne četrti in krajevne skupnosti.